# Cleptocaccobius seminulum
Cleptocaccobius seminulum là một loài bọ cánh cứng trong họ Bọ hung (Scarabaeidae).